# Jörg Böhme
Jörg Böhme (* 22. Januar 1974 in Hohenmölsen) ist ein ehemaliger deutscher Fußballspieler und heutiger -trainer. Bei der Weltmeisterschaft 2002 wurde er Vizeweltmeister.

## Karriere als Spieler

### Verein
Nach seiner Jugendzeit bei Chemie Zeitz spielte Böhme als Fußballprofi beim FC Carl Zeiss Jena, dem 1. FC Nürnberg, bei Eintracht Frankfurt, dem TSV 1860 München, bei Arminia Bielefeld, dem FC Schalke 04 und bei Borussia Mönchengladbach. Nach jeweils höchstens zweijährigen Gastspielen in Nürnberg, Frankfurt, München und Bielefeld wechselte Böhme im Jahr 2000 zum FC Schalke 04. Bei Schalke 04 hatte Böhme die erfolgreichste Zeit seiner Karriere. Er wurde Nationalspieler und gewann mit Schalke 2001 und 2002 jeweils den DFB-Pokal. Im Pokalfinale 2001 erzielte er beide Tore zum 2:0-Sieg der Schalker gegen den 1. FC Union Berlin, außerdem traf er ein Jahr später beim 4:2-Finalsieg gegen Bayer 04 Leverkusen zum 1:1. Böhme geriet aber immer wieder auch in die Kritik. Ihm wurden unprofessionelles Verhalten, Disziplinlosigkeit und egoistisches Spiel vorgeworfen. Zeitweise war er suspendiert.
Nach zwei Jahren bei Borussia Mönchengladbach absolvierte Böhme 2006 ein Probetraining beim englischen Erstligisten FC Fulham, der jedoch von einer Verpflichtung absah. Daraufhin kehrte er zur Saison 2006/07 zu Arminia Bielefeld zurück, für die er bereits von 1998 bis 2000 gespielt hatte. Dort bestritt er am 14. April 2007 gegen Eintracht Frankfurt sein 50. Bundesligaspiel für die Arminia. Im Jahre 2008 beendete er seine Profikarriere aufgrund von Knieproblemen. Ab August 2011 spielte er als Amateur in der Kreisliga A für den TuS Ost Bielefeld.

### Nationalmannschaft
Zwischen 2001 und 2003 spielte der Mittelfeldspieler zehnmal für die deutsche Fußballnationalmannschaft und erzielte dabei ein Tor. Bei der Weltmeisterschaft 2002 in Südkorea und Japan wurde er mit der Mannschaft Vizeweltmeister, kam allerdings im Turnierverlauf nicht zum Einsatz.

## Karriere als Trainer
Nach dem Ende seiner Profikarriere wurde er Co-Trainer der zweiten Mannschaft von Arminia Bielefeld in der Oberliga. Am 21. Januar 2010 wurde er zum Co-Trainer der Profimannschaft der Arminen befördert. Zur Saison 2010/11 übernahm Böhme die Leitung der U-19-Auswahl; im Mai 2011 wurde er von dieser Tätigkeit freigestellt. 2012 war Böhme für wenige Wochen Trainer des Landesligisten SC Herford. Der sportliche Leiter und ehemalige Bundesligatorwart Georg Koch hatte den Kontakt zu seinem ehemaligen Teamkollegen hergestellt. 2012/13 nahm er am 59. Fußball-Lehrer-Lehrgang des DFB teil und bestand im Herbst 2013 die Nachprüfung.
Zum 3. Januar 2014 wurde er von Energie Cottbus als Co-Trainer verpflichtet. Er unterschrieb dort einen bis zum 30. Juni 2015 gültigen Vertrag.
Nach der Entlassung von Cheftrainer Stephan Schmidt am 24. Februar 2014 wurde er interimsweise zum Cheftrainer ernannt. Böhmes Vertrag bei den Lausitzern wurde nach dem Abstieg des Vereins in die 3. Liga zum Abschluss der Saison 2013/14 aufgelöst. Bereits im letzten Saisonspiel beim FC Ingolstadt 04 saß er nicht mehr auf der Bank; seinen Platz nahm U-19-Trainer René Rydlewicz ein. Zur neuen Saison wurde Stefan Krämer als Trainer verpflichtet. In der Saison 2015/16 war Böhme Co-Trainer der zweiten Mannschaft des FC Schalke 04. Im März 2018 übernahm Böhme den Landesligisten Spvg Steinhagen, bevor er den Verein nach dem Abstieg in die Bezirksliga im Juni 2018 wieder verließ. Seit dem 15. Oktober 2024 ist Böhme Trainer des Westfalenligisten FC Nieheim im Kreis Höxter.

## Erfolge
- DFB-Pokal-Sieger: 2001, 2002
- Vize-Weltmeister: 2002 (ohne Einsatz)